# Tamaulipas
Il Tamaulipas è uno dei 31 stati del Messico, è situato nella parte nord-orientale del paese.
Confina a sud con il Veracruz, a sud-ovest con San Luis Potosí e a ovest con il Nuevo León. Si affaccia a est sul golfo del Messico e a nord confina con il Texas, USA.
Il nome dello stato deriva dalla parola Tamaholipa un termine huasteco; il prefisso tam- significa "il posto dove" mentre non vi è accordo fra gli studiosi sul significato del termine holipa, anche se l'interpretazione prevalente è "alte colline".

## Geografia fisica
La parte orientale dello stato è formata dal Golfo del Messico con ampie spiagge e numerose lagune, mentre la zona occidentale è solcata dalle catene della Sierra Madre e attraversata da valli tropicali; al nord dominano ampie pianure aride.

## Storia
Durante il periodo arcaico lo stato fu abitato da popolazioni nomadi; successivamente singole tribù vi si stabilirono e già nel 1100 a.C. si sviluppò l'arte della ceramica, attribuita agli huaxtechi. Le prime fasi di questa epoca formativa sono chiamate Pavón, Ponce e Aguilar, fino al 350 a.C.. Le successive epoche preclassicsa, classica e postclassica sono classificate partendo da Pánuco I fino a Pánuco V. Non si sa con precisione da dove e quando gli huaxtechi arrivarono in questa area: si presume che intorno al 2000 a.C. abbiano abbandonato la regione meridionale della costa del Golfo, culla delle culture mesoamericane. 
L'area di insediamento degli huaxtechi si estendeva dal Tamaulipas fino ad alcune zone di San Luis Potosí, Hidalgo e Querétaro, nonché nella parte settentrionale del Veracruz. Il primo insediamento spagnolo nell'area fu a Tampico nel 1554. Il territorio fu inizialmente incorporato nel 1746 come provincia separata della Nuova Spagna con il nome di Nuevo Santander. Nel 2003 la parte nord orientale dello stato fu colpita dell'uragano Erika.

## Società

### Evoluzione demografica
Abitanti censiti (in migliaia)

### Suddivisione amministrativa
Lo Stato di Tamaulipas è suddiviso in 43 comuni (Municipalidades):
| Codice INEGI | Municipio          | Capoluogo municipale      | Data di creazione | Popolazione (2010) | Area (km²) |
| ------------ | ------------------ | ------------------------- | ----------------- | ------------------ | ---------- |
| 001          | Abasolo            | Abasolo                   | 1825              | 12 070             | 1 858,83   |
| 002          | Aldama             | Aldama                    | 1825              | 29 470             | 3 819,16   |
| 003          | Altamira           | Altamira                  | 1825              | 212 001            | 1 662,36   |
| 004          | Antiguo Morelos    | Antiguo Morelos           | 1828              | 9 003              | 579,03     |
| 005          | Burgos             | Burgos                    | 1825              | 4 589              | 1 866,38   |
| 006          | Bustamante         | Bustamante                | 1825              | 7 636              | 1 426,77   |
| 007          | Camargo            | Camargo                   | 1825              | 14 933             | 930,66     |
| 008          | Casas              | Casas                     | 1872              | 4 423              | 3 012,79   |
| 009          | Ciudad Madero      | Ciudad Madero             | 1939              | 197 216            | 48,46      |
| 010          | Cruillas           | Cruillas                  | 1825              | 2 011              | 1 888,48   |
| 011          | Gomez Farías       | Gomez Farías              | 1870              | 8 786              | 727,94     |
| 012          | González           | González                  | 1928              | 43 435             | 3 236,46   |
| 013          | Güémez             | Güémez                    | 1843              | 15 659             | 1 193,79   |
| 014          | Guerrero           | Nueva Ciudad Guerrero     | 1829              | 4 477              | 2 427,19   |
| 015          | Gustavo Díaz Ordaz | Ciudad Gustavo Díaz Ordaz | 1968              | 15 775             | 431,12     |
| 016          | Hidalgo            | Hidalgo                   | 1825              | 23 793             | 2 146,92   |
| 017          | Jaumave            | Jaumave                   | 1825              | 15 105             | 2 642,29   |
| 018          | Jiménez            | Santander Jiménez         | 1825              | 8 338              | 1 670,14   |
| 019          | Llera              | Llera de Canales          | 1825              | 17 333             | 2 577,40   |
| 020          | Mainero            | Villa Mainero             | 1924              | 2 579              | 386,76     |
| 021          | El Mante           | Ciudad Mante              | 1860              | 115 792            | 1 641,66   |
| 022          | Matamoros          | Heroica Matamoros         | 1825              | 489 193            | 4 634,00   |
| 023          | Méndez             | Méndez                    | 1869              | 4 530              | 2 518,68   |
| 024          | Mier               | Mier                      | 1825              | 4 762              | 928,60     |
| 025          | Miguel Alemán      | Miguel Alemán             | 1950              | 27 015             | 636,47     |
| 026          | Miquihuana         | Miquihuana                | 1849              | 3 514              | 887,80     |
| 027          | Nuevo Laredo       | Nuevo Laredo              | 1825              | 384 033            | 1 201,90   |
| 028          | Nuevo Morelos      | Nuevo Morelos             | 1921              | 3 381              | 303,12     |
| 029          | Ocampo             | Ocampo                    | 1869              | 12 962             | 1 494,52   |
| 030          | Padilla            | Nueva Villa de Padilla    | 1825              | 14 020             | 1 360,89   |
| 031          | Palmillas          | Palmillas                 | 1825              | 1 795              | 478,05     |
| 032          | Reynosa            | Reynosa                   | 1825              | 608 891            | 3 138,97   |
| 033          | Río Bravo          | Río Bravo                 | 1962              | 118 259            | 1 583,54   |
| 034          | San Carlos         | San Carlos                | 1869              | 9 331              | 2 920,98   |
| 035          | San Fernando       | San Fernando              | 1825              | 57 220             | 6 922,78   |
| 036          | San Nicolás        | San Nicolás               | 1884              | 1 031              | 544,72     |
| 037          | Soto la Marina     | Soto la Marina            | 1825              | 24 764             | 6 715,79   |
| 038          | Tampico            | Tampico                   | 1825              | 297 554            | 114,52     |
| 039          | Tula               | Tula                      | 1825              | 27 572             | 3 082,69   |
| 040          | Valle Hermoso      | Valle Hermoso             | 1953              | 63 170             | 899,98     |
| 041          | Victoria           | Ciudad Victoria           | 1825              | 321 953            | 1 469,97   |
| 042          | Villagrán          | Villagrán                 | 1827              | 6 316              | 1 284,52   |
| 043          | Xicoténcatl        | Xicoténcatl               | 1825              | 22 864             | 877,61     |